# Melrose Abbey
Melrose Abbey, is een abdij, gewijd aan de maagd Maria, die in 1136 gesticht is in de plaats Melrose in de regio Scottish Borders. Rond 1590 stierf de laatste monnik en raakte de abdij geleidelijk verder in verval.

## Geschiedenis
Kort voor het jaar 650 werd door Sint Aiden een klooster gesticht met de naam Mailros. In dit klooster vestigde zich Keltische monniken vanaf het eiland Iona. Dit klooster werd ongeveer tweehonderd jaar later verwoest door de Schotten, maar er bleef in de latere jaren wel een heiligdom bestaan.
Op verzoek van David I van Schotland stichtten cisterciënzer monniken uit Rievaulx in 1136 een nieuw klooster. Ze kozen hiervoor een plaatsje genaamd Little Fordell, momenteel Melrose genoemd, hetwelk vier kilometer ten westen lag van de locatie van het oude klooster. Het klooster van Melrose was door de gunsten van David I zeer rijk.
De eerste dertien monniken begonnen de abdij vanaf de oostzijde op te bouwen. In 1146 was de bouw voldoende gevorderd om de plaats te wijden. Aan het einde van de twaalfde eeuw was de bouw compleet.
Melrose Abbey stichtte een aantal dochterabdijen, namelijk Newbattle Abbey in 1140, Kinloss Abbey in 1150, Holme Cultram Abbey (in Cumbria, Engeland) in 1157, Coupar Angus Abbey in 1162 en Balmerino Abbey in 1229.
In 1296 viel Eduard I van Engeland Schotland binnen. In de daarop volgende eeuwen ondervond de abdij veel hinder door de oorlog. De abt zwoer aanvankelijk trouw aan de Engelsen, maar de abdij werd alsnog door het leger van Eduard II van Engeland in 1322 geplunderd. Robert I van Schotland hielp bij de wederopbouw. Rond 1385 werd het klooster opnieuw verwoest door Engelse troepen. Hierna startte de bouw van het huidige klooster. Koning Richard II van Engeland droeg bij aan de bouwkosten. De bouw duurde voort tot in de zestiende eeuw.
De bouw van de kerk bij het klooster was vermoedelijk nog niet geheel compleet, toen het klooster in 1544 opnieuw door Engelse troepen geplunderd en in brand gestoken werd . De overgebleven monniken kregen geen toestemming voor de heropbouw. In 1560 kwam met de reformatie een officieel einde aan het kloosterleven. De overgebleven monniken bleven er wel wonen. De laatste van hen, Dan Jo Watson, overleed kort na 1590. Het koor van de kloosterkerk bleef in gebruik als kerk tot 1810.

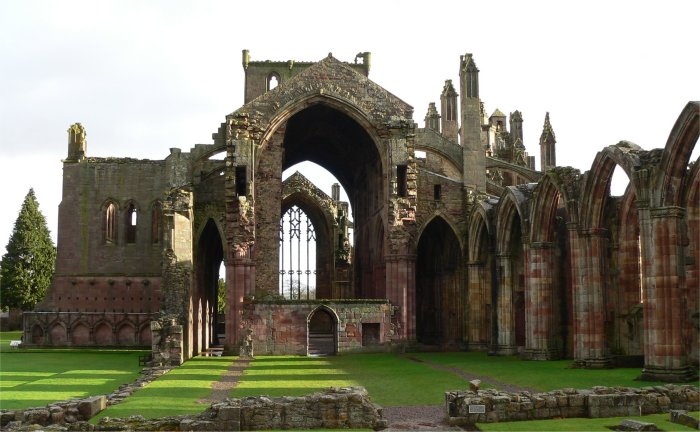
Het koor van Melrose Abbey is nog gedeeltelijk overdekt

## Bouw
Momenteel staat alleen nog een deel van de kloosterkerk overeind. Van het eigenlijke klooster zijn alleen de fundamenten te zien.
Een gedeelte van het koor, de apsis en een gedeelte van het zuidelijke transept zijn nog overdekt. De westelijk muur van de kerk, waarin de ingang zich bevond, is geheel verwoest. Langs de zuidelijke zijde van de kerk staan nog acht kapellen. Langs de muren zijn overal nog fijne details van het voormalige beeldhouwwerk te zien.

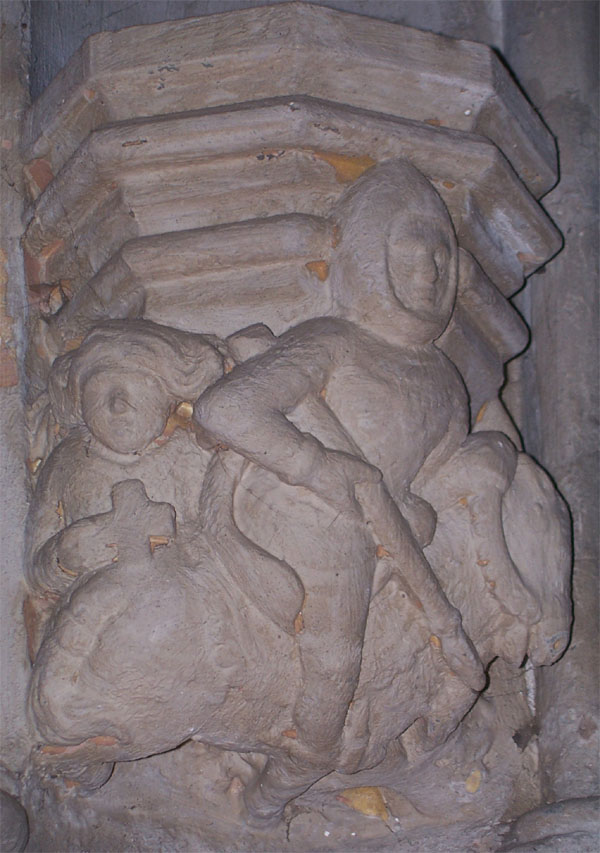
Kruisridder (Rosslyn Chapel)

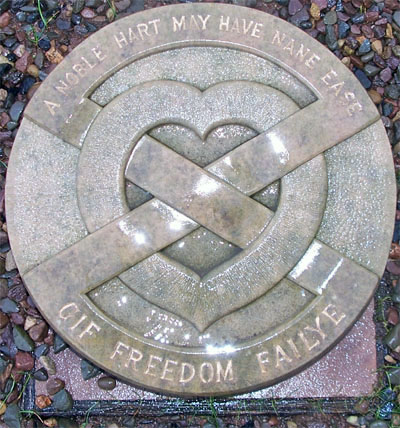
Gedenksteen voor het hart van Robert the Bruce.

## Robert the Bruce
Er wordt beweerd dat het hart van Robert the Bruce ligt begraven in Melrose Abbey. De rest van zijn lichaam is begraven in de Benedictijnse Dunfermline Abbey te Dunfermline (Fife).
Er zijn verschillende versies in omloop om dit uit te leggen. Een verhaal gaat dat Robert the Bruce een maand voor zijn overlijden te kennen gaf dat zijn hart moest worden begraven in Melrose Abbey, terwijl een ander verhaal vertelt hoe Robert the Bruce zijn vriend Sir James of Douglas doet zweren zijn hart op kruistocht mee te nemen en hoe Sir James sterft terwijl hij vecht tegen de Moren in Spanje; in 1331 wordt het hart teruggebracht naar Schotland en begraven in Melrose Abbey. Dit laatste verhaal sprak het meeste aan, getuige bijvoorbeeld een stenen versiering in Rosslyn Chapel.
Thans bevindt zich bij de abdijkerk een gedenksteen waarop een paar regels uit het gedicht The Bruce van John Barbour worden aangehaald: A noble hart may have nane ease - gif freedom failye.

## Beheer
Melrose Abbey wordt beheerd door Historic Scotland, net als de overige border abbeys Jedburgh Abbey, Kelso Abbey en Dryburgh Abbey.